# 道斯普伦加斯
道斯普伦加斯(也称为Dovsprunk，？—？），是第一位立陶宛国王明道加斯的兄长。道斯普伦加斯只在1219年与哈利奇-沃里希连签署的和约中被提到一次，属于立陶宛方的21位公爵中5位上等公爵（其他4位是日温布达斯、道约塔斯、明道加斯和韦利盖拉——道约塔斯的兄弟）之一。因为道斯普伦加斯是明道加斯唯一已知的兄弟，所以明道加斯的两侄子埃迪维达斯和陶特维拉斯被认为是他的儿子。如果这事属实，道斯普伦加斯就是加利西亚的丹尼尔的岳父，他也与维金塔斯的姐妹结婚。因为众所周知明道加斯为了夺取权力会杀害亲人，也因为道斯普伦加斯未再被其他文献提及，有些人暗示他是被明道加斯杀死的，但其他人否定这种说法，因为他的儿子到1248年仍统治他们的土地。